# Rifi Kythouka
Rifi Kythouka (19 januari 1951) is een muzikant, uitvinder, schilder en acteur uit Congo-Brazzaville.

## Biografie

### Congo
Op veertienjarige leeftijd richtte Kythouka de vocale groep Les Cols Bleus op in Pointe Noir.
In 1975 werd Kythouka toegelaten aan het Centre de Formation et de Recherche d'art dramatique (C.F.R.A.D.) afdeling toneel, te Brazzaville. Hiermee maakte hij verschillende verre reizen, naar Cuba, Moskou, Tsejcho-Slowakije, Tunesië, Algerije en het vroegere Oost-Duitsland.
In 1976 en 1977 werkte Kythouka bij de Congolese televisie als animator van een humoristisch programma.

### Frankrijk
In 1978 verliet Kythouka zijn land en ging hij naar Le Conservatoire d'Art Dramatique in Parijs en vervolgens naar L'Ecole superieure de pantomimes; La Schola Cantorum. Hierna maakte hij deel uit van het Ballet Théâtre Lemba, een traditionele dansgroep uit Congo, met Michel Rafa als groepsleider, en Pierre Mata als choreograaf. In deze periode tekende hij ook zijn eerste fonoplaat Secousse Croco (geproduceerd door Faustin Dacosta). Bij het einde van zijn studies onderscheidde Kythouka zich in verschillende domeinen: als regisseur, danser, choreograaf, acteur en als componist.

### België
In juli 1983 kwam Kythouka naar België voor het Sfinks-festival waar hij de workshop voor Afrikaanse dans begeleidde. Het is daar dat hij Chris Joris ontmoette, die hem introduceerde bij de groep Bula Sangoma. Het was Joris die Kythouka stimuleerde om percussionist te worden. Vanaf dat ogenblik toonde hij zijn veelzijdigheid, zelfs in de schilderkunst. Kythouka produceerde de cd Mafridji van Bula Sangoma samen met Ken Ndiaye en ontwierp de hoes voor deze cd.
Kythouka richtte de groep Bongo Salsa op, samen met Jean-Paul Steenmans, en evolueerde vervolgens in de groep Mudshark, een groep met Indische invloeden. Tevens speelde hij in La Maison Africubaine met Wanda Joosten, en werkte hij mee aan het oeuvre van artiesten zoals Will Tura (Bella Afrika) en Raymond Van Het Groenewoud (L'etranger, c'est mon ami). Bij het gezelschap de Internationale Nieuwe Scene werkte hij als acteur-muzikant en percussionist met Charles Cornette en Hilde Uitterlinden in de regie, en in de KNS Bourlaschouwburg met Tone Brulin in de regie. In de bioscoopfilm La Promesse van de gebroeders Luc en Jean-Pierre Dardenne vertolkte Kythouka de rol van waarzegger. Tevens speelde hij in de televisieprogramma's Bex en Blanche (van VTM) en Lalala Live (gepresenteerd door Bart Peeters voor een Nederlandse zender). Daarna vergezelde hij Walter Mets in de groep Sansavana. Kythouka maakte de cd's Tourbillon ("wervelwind") en Humbaya (Humbaya is de algemene naam van een Congolese vrouw uit de streek Bacongo). De cd Humbaya heeft hij samen met zijn djembe-leerlingen opgenomen.

## Discografie
| Titel          | Jaar  |
| -------------- | ----- |
| Sécousse Croco | 1979  |
| Mafridji       | 1985? |
| Tourbillon     | 2003  |
| Humbaya        | 2006  |
| Soukaya        | 2008  |